# Малый Эчо
Малый Эчо (нем. Klein-Etjo) — небольшая столовая гора, находящаяся в 5 км на север от Эчо, в регионе Очозондьюпа в Намибии. Средняя высота горы над уровнем моря составляет около 1727 м, а площадь примерно 15 км². Обе горы, Малый Эчо и Эчо, находятся на территории резервата-заповедника Оконьяти.